# Othwin

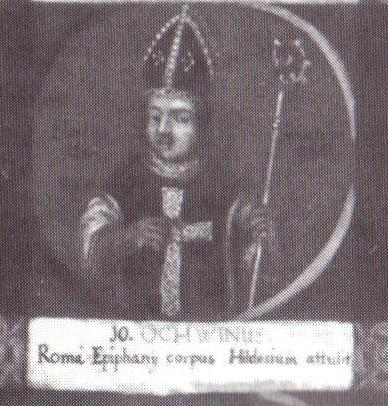
Othwin als 10. Bischof von Hildesheim auf einem Gemälde mit Medaillondarstellungen aller Hildesheimer Bischöfe bis zum Ende des 18. Jahrhunderts; lateinische Inschrift: „Er brachte den Leib des Epiphanius aus Rom [!] nach Hildesheim.“

Othwin (auch Adwin) († 1. Dezember 984) war von 954 bis 984 Bischof von Hildesheim.

## Leben
Über Othwins Herkunft ist nichts bekannt. Möglicherweise kam er aus dem schwäbischen Raum. Er war Schüler und dann Mönch im Kloster Reichenau, ehe er von Otto I. in seine Hofkapelle geholt wurde. Seit 950 war er Abt des Klosters St. Mauritius in Magdeburg. 
Nach dem Tod von Diethard wurde Othwin 954 Bischof von Hildesheim. Zu Beginn seiner Amtszeit ordinierte er Gerberga II. als Äbtissin des Stiftes Gandersheim. Anders als andere Hildesheimer Bischöfe hat er die Reichsunmittelbarkeit von Gandersheim nicht in Frage gestellt. Auch das Verhältnis zu den Erzbischöfen von Mainz war gut. Da Hildesheim keine territorialen Verluste durch die geplante Gründung des Erzbistums Magdeburg drohten, hat er gegen diese Pläne auch nicht opponiert. Bischof Othwin gilt daher als ein Musterbeispiel eines ottonischen Reichsbischofs.
Im Jahr 961 begleitete er Otto I. auf dessen Romzug zur Kaiserkrönung. Dort war er am 13. Februar Zeuge als der Schutzbrief für die römische Kirche (Privilegium Ottonianum) ausgefertigt wurde. Während seines Aufenthaltes in Pavia 962 hat er zahlreiche Handschriften erworben, um mit diesen die Hildesheimer Domschule auf einen hohen Standard zu bringen. Auch erwarb er durch angeblichen Diebstahl Reliquien des heiligen Epiphanius. Dessen Gebeine legte Othwin in der Taufkirche nieder, die damals unmittelbar im Südosten an den Hildesheimer Dom anschloss. Epiphanius wurde in der Folge zu einem der wichtigsten Heiligen des Bistums.
Othwin war auch beim Magdeburger Hoftag 965 zur Vorbereitung der Gründung des Erzbistums Magdeburg anwesend. Auf der Weihnachtssynode in Rom 967/68, auf der der Kaiser dem Stift Gandersheim ein Schutzprivileg verlieh, das sich gegen mögliche Hildesheimer Ansprüche richtete, war er nicht vertreten. Auch auf der Synode von Ingelheim 972 war Othwin zugegen. Möglicherweise hat er noch an anderen Versammlungen teilgenommen, über die aber gesicherte Nachrichten fehlen. 
Für seine Dienste für das Reich hat Othwin wie seine Vorgänger ein Schutz- und Immunitätsdiplom erhalten und wurde mit Weinbergen am Rhein beschenkt. In seiner Zeit wuchs der Reichtum des Stiftes Hildesheim an. So erhielten die Domherren an den sechzehn höchsten kirchlichen Festtagen Wein. Er hat Gold, Gemmen und andere Edelsteine gesammelt, um daraus für den Dom einen kostbaren Kelch fertigen zu lassen. Dazu ist er krankheitsbedingt nicht mehr gekommen. Erst Bischof Bernward hat diesen heute im Domschatz befindlichen Kelch herstellen lassen. Unter der Herrschaft Othwins soll die Domschule auch dank der aus Italien mitgebrachten Werke einen Aufschwung erfahren haben. 
Welche Rolle er bei den Wirren nach dem Tod Ottos II. spielte ist unklar. An welchem Ort Othwin bestattet wurde, ist nicht bekannt.